# Michał Litwiniuk
Michał Piotr Litwiniuk (ur. 13 września 1977 w Tomaszowie Lubelskim) – polski samorządowiec, prawnik i nauczyciel akademicki, od 2014 do 2018 wiceprezydent Białej Podlaskiej, od 2018 prezydent tego miasta.

## Życiorys
Ukończył I Liceum Ogólnokształcące im. Józefa Ignacego Kraszewskiego w Białej Podlaskiej i studia prawnicze na Wydziale Prawa Uniwersytetu w Białymstoku. W 2021 uzyskał dyplom Master of Business Administration w Collegium Humanum. Podjął pracę jako nauczyciel akademicki w Państwowej Szkole Wyższej w Białej Podlaskiej, pracował w Zakładzie Turystyki i Rekreacji.
W 2002 zasiadł w radzie miejskiej Białej Podlaskiej z ramienia Platformy Obywatelskiej, uzyskując następnie reelekcję w 2006 i 2010. W 2014 ponownie zdobył mandat radnego, jednak nie objął go, zostając zastępcą prezydenta Dariusza Stefaniuka (odpowiedzialnym m.in. za sprawy społeczne, edukację i gospodarkę). Z funkcji wiceprezydenta został odwołany we wrześniu 2018, gdy ogłosił zamiar ubiegania się o prezydenturę z ramienia Koalicji Obywatelskiej (z poparciem PSL, SLD oraz Stowarzyszenia Emerytów i Rencistów Policyjnych). W pierwszej turze zdobył 32,45% głosów poparcia, przegrywając z Dariuszem Stefaniukiem. Przed drugą turą poparcie przekazali mu przegrani w pierwszej turze Bogusław Broniewicz i Andrzej Czapski (prezydent miasta od 1998 do 2014). Michał Litwiniuk uzyskał w niej 53,11% głosów, zdobywając stanowisko prezydenta.
W 2024 z powodzeniem ubiegał się o reelekcję, wygrywając w pierwszej turze z wynikiem 53,12% głosów.

## Życie prywatne
Jest żonaty z Anną, ma dwoje dzieci.

## Odznaczenia
- Odznaka Honorowa za Zasługi dla Samorządu Terytorialnego – 2024[13]
- Medal Wdzięczności ZHP – 2020[14]